# Ancona
Ancona ist eine Hafenstadt mit 99.377 Einwohnern (Stand 31. Dezember 2023) an der italienischen Adriaküste. Sie ist Hauptstadt der Region Marken und der Provinz Ancona. Der Name stammt aus dem Griechischen und bedeutet Ellbogen. Ancona ist zudem Sitz des römisch-katholischen Erzbistums Ancona-Osimo sowie der Università Politecnica delle Marche.

## Geographie
Ancona liegt etwa 210 Kilometer nordöstlich von Rom und etwa 200 Kilometer südöstlich von Bologna. Die Stadt liegt zwischen den Höhenzügen des Monte Conero, des Monte Astagno, auf dem die Zitadelle der Stadt liegt, und Monte Guasco, auf dem der dem hl. Cyriacus geweihte Dom von Ancona steht.
Der Hafen
Ancona besitzt neben Bari und Venedig einen der wichtigsten Fährhäfen über die Adria mit stark frequentierten Verbindungen zu den griechischen Städten Igoumenitsa und Patras. Zwölf Kilometer westlich von Ancona liegt der internationale Verkehrsflughafen Aeroporto delle Marche.

## Geschichte

### Antike
Das antike Ancona wurde um 390 v. Chr. von griechischen Kolonisten aus Syrakus gegründet, die vor der Tyrannei von Dionysios I. von Syrakus geflüchtet waren. Der Ort lag an der Stelle einer schon eisenzeitlichen Siedlung am nördlich in die Adria auslaufenden Vorsprung des Monte Cardello, der, wie ein Ellenbogen ins Meer vorspringend, eine geräumige und sichere Hafenbucht bildet. Wegen dieser Küstenform nannten die Einwohner den Ort Ankon (= Ellenbogen). Die Stadtgründer gaben der Stadt den Beinamen dorische Stadt. Um 268 v. Chr. fiel sie an die Römer. Sie bewahrte unter römischer Herrschaft viel von ihrem griechischen Gepräge und behielt auch ihre eigene Münzprägung. Die Münzbilder zeigen einen gekrümmten, einen Palmzweig haltenden Arm mit dem griechischen Namen der Stadt als Beischrift; auf dem Avers erscheint der Kopf der Göttin Aphrodite, deren Kult auch durch Catull und Juvenal bezeugt ist. Wann Ancona zu einer Kolonie wurde, ist umstritten. Der Hafen diente den Römern im dritten illyrischen Krieg (178 v. Chr.) als wichtiger Flottenstützpunkt. Julius Caesar eroberte Ancona 49 v. Chr. kurz nach seiner Überquerung des Rubikon.
Die Stadt gelangte durch Handel mit Illyrien und Gewerbetätigkeit, vor allem Purpurfärbereien, zu Wohlstand. Der Hafen war vor allem in der Römischen Kaiserzeit von großer Bedeutung, denn er stellte die kürzeste Seeverbindung nach Dalmatien dar. Kaiser Trajan vergrößerte den Hafen und errichtete den nördlichen Kai. Der von ihm beauftragte Architekt war Apollodor von Damaskus. Ganz zu Anfang des Kais steht auf einem hohen Podium der daher überragende Ehrenbogen mit einfacher Öffnung und ohne Reliefs. Er wurde zu Ehren Trajans 115 nominell durch Senat und Volk von Rom, in Wirklichkeit aber unter merklicher Mitwirkung des Kaisers errichtet: Die Bauinschrift gibt an, Traian habe den Hafen aus eigenen Geldmitteln ausbauen lassen, um den Zugang nach Italien für die Seefahrer zu erleichtern.

### Mittelalter und Frühe Neuzeit

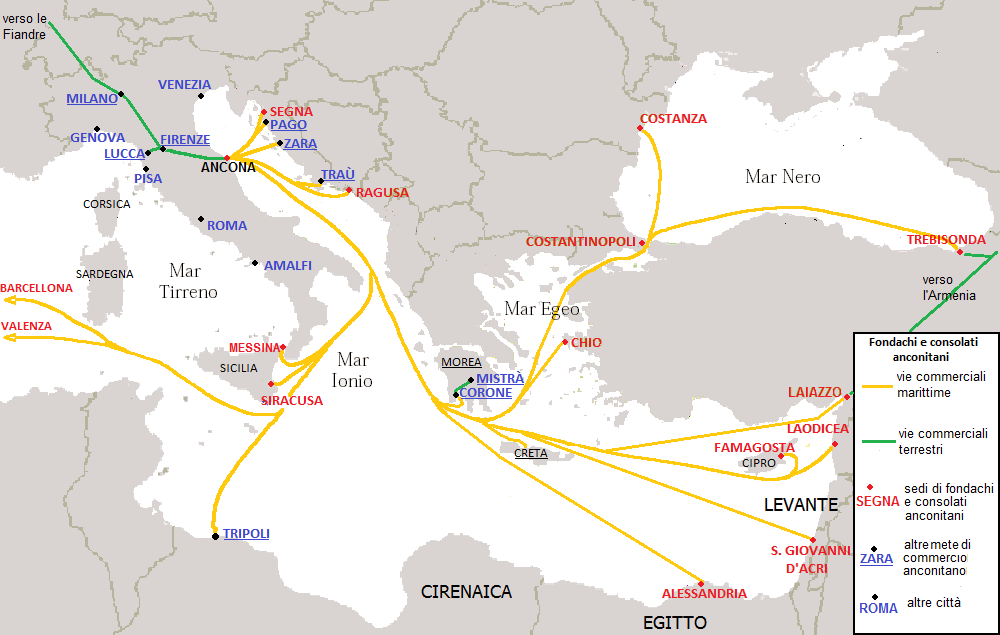
Handelsrouten und -häuser (fondachi) Anconas im Spätmittelalter

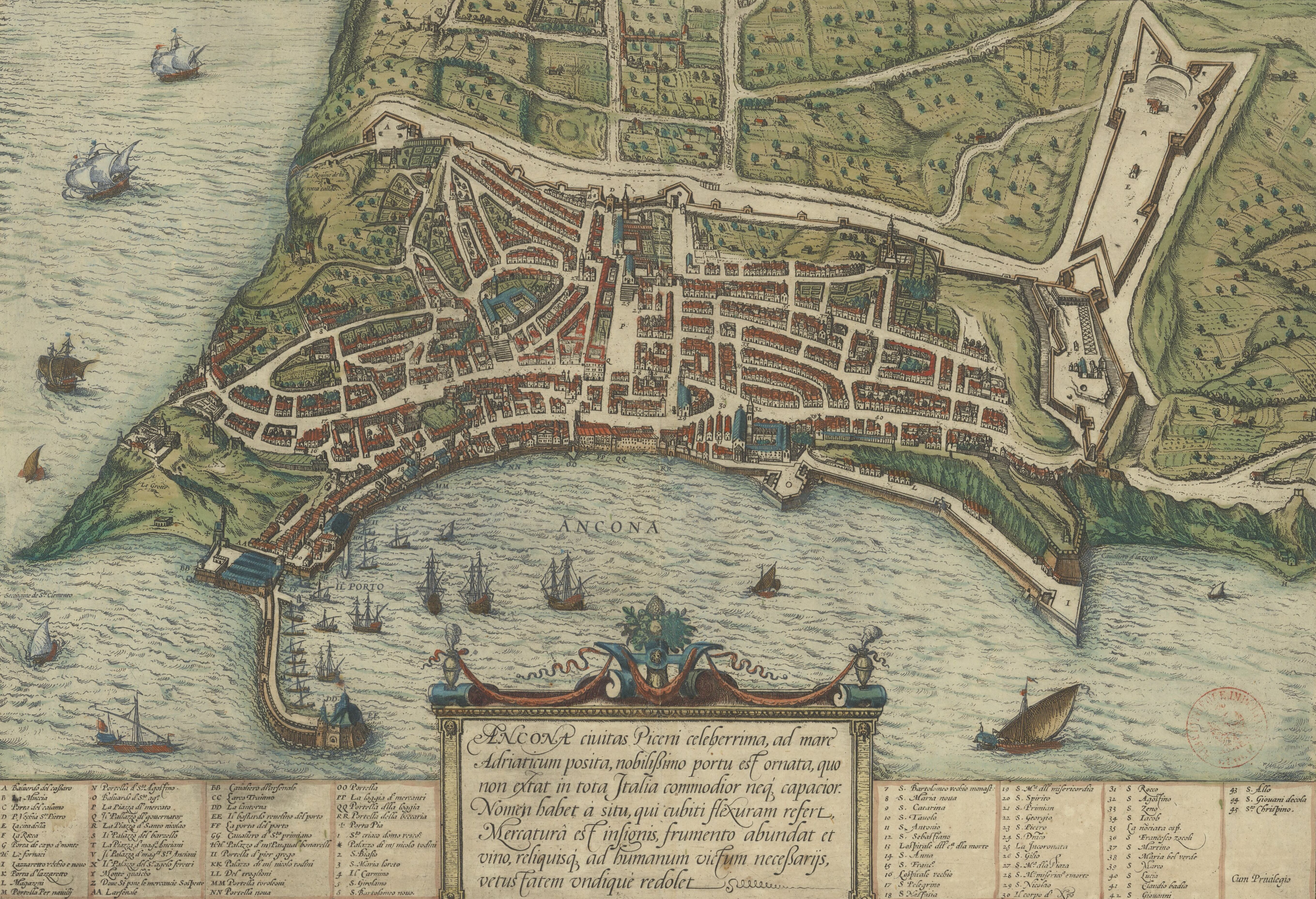
Ancona um 1572 (Reproduktion 1645)

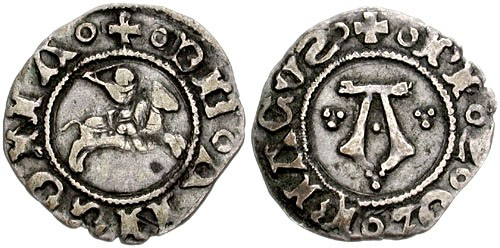
Bolognino der mittelalterlichen Republik Ancona (15. Jh.)

Unter oströmischer Herrschaft konnte Ancona 539 aus eigener Kraft die Truppen des Ostgotenkönigs Witichis zurückschlagen. Später wurde es vom Ostgotenkönig Totila erobert, aber 551 von Belisar zurückgewonnen. Die Langobarden nahmen es 592 vorübergehend ein. Ancona erlangte aber schon bald seine frühere Macht und Bedeutung zurück. Es gehörte zum Städtebund der Pentapolis unter der Führung Ravennas, die übrigen vier waren Fano, Pesaro, Senigallia und Rimini. 774 schenkte Karl der Große Ancona zusammen mit dem Exarchat von Ravenna dem Papst. 848 wurde die Stadt nach langer Belagerung von den Sarazenen zerstört. Nach ihrem 876 erfolgten Wiederaufbau konnte sie mit Unterstützung des Markgrafen der Toskana und des Herzogs von Spoleto 917 einen erneuten Angriff der Sarazenen abwehren.
Unter den Staufern erklärte sich Ancona Anfang des 11. Jahrhunderts für unabhängig und konnte als Republik lange Zeit hindurch Unterwerfungsversuche abwehren. Für den 1096 begonnenen Ersten Kreuzzug stellte es zwei Galeeren und zahlreiche Frachtschiffe zur Verfügung. Gegen eine Attacke Kaiser Lothars III. konnte es sich 1137 erfolgreich verteidigen. Nachdem Ancona sich 1143 wieder der Schutzherrschaft Ostroms unterstellt hatte, bat es diese Macht um die Entsendung einer Hilfsflotte, da es sich durch Venedig in seinem Seehandel behindert sah. Die Stadt verzeichnete einige Erfolge bei ihrer Unterstützung von gegen die venezianische Oberhoheit aufbegehrenden Ländern, schloss jedoch 1150 – nach der Hinrichtung ihres von den Venezianern ergriffenen Befehlshabers Guiscardo Brancafiamma – mit der Serenissima Frieden. 1167 wurde Ancona von Kaiser Friedrich Barbarossa vergeblich belagert. Dieser zog nach Zahlung einer hohen Abgabe wieder ab.

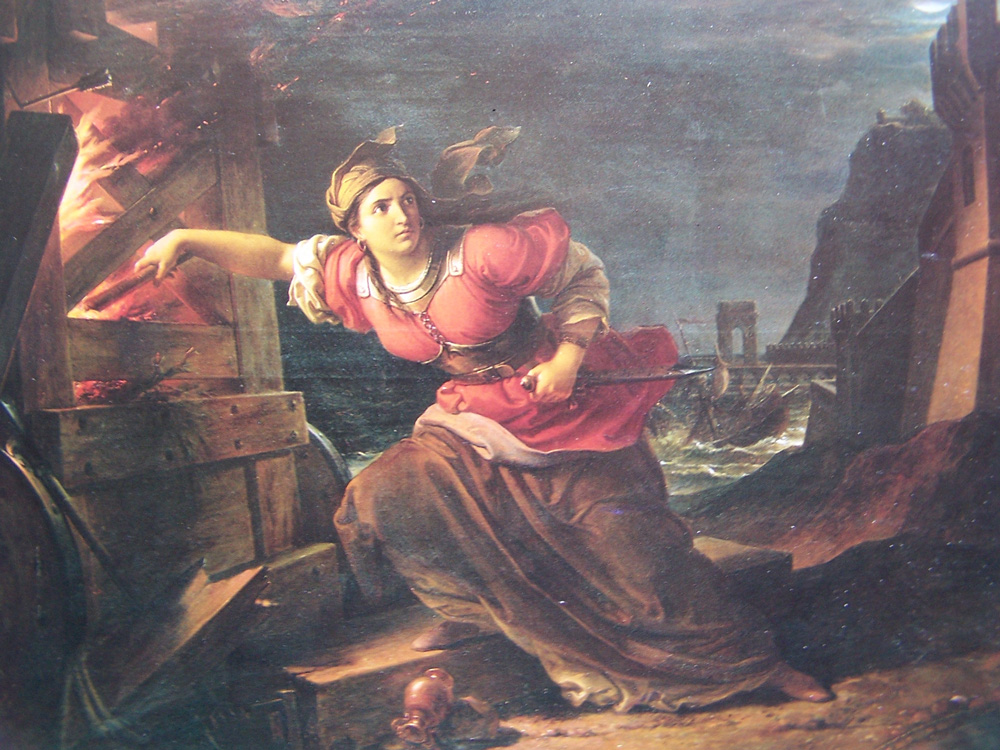
Francesco Podesti: Stamira zündet die Belagerungsmaschinen an, 1877

Besonders heftig war die bereits sechs Jahre später, 1173, erfolgende Belagerung Anconas durch kaiserliche Truppen. Venedig fürchtete die Stadt als Handelsrivalin und sperrte mittels eines Geschwaders deren Hafen, gleichzeitig das deutsch-italienische Heer die Landseite. Der Mainzer Erzbischof Christian I. von Buch leitete die Belagerung und wollte die Kapitulation Anconas nur unter der Bedingung der Ergebung auf Gnade oder Ungnade eingehen. Um die Belagerung ranken sich zahlreiche Sagen. Eine heldenmütige Witwe namens Stamira soll während eines Befreiungsversuches die gegnerischen Belagerungsmaschinen angezündet haben. Drei von den Einwohnern der eingeschlossenen Stadt entsandten vornehmen Männern soll es schließlich geglückt sein, auf einem Nachen unbemerkt durch die venezianische Flotte hindurchzukommen. Sie erhielten von Aldruda Frangipane, Gräfin von Bertinoro, Hilfstruppen. Auch der Herzog von Ferrara, Guglielmo Marcheselli, schickte ein Entsatzheer. Schon hatte die Hungersnot in Ancona den Höhepunkt erreicht und unterschobene Briefe des Erzbischofs den Mut der Einwohner gebeugt, als zunächst Trostbriefe einliefen. In der folgenden Nacht wurden die Belagerer durch die Menge der Feuer des herannahenden Hilfskorps über dessen Stärke getäuscht. Sie zogen daraufhin ihr Heer zusammen, so dass die Entsatztruppen mit Munition in die Stadt gelangen konnten. Im Oktober 1173 hob der Erzbischof schließlich die Belagerung unverrichteter Dinge auf.
Durch den Frieden von Konstanz 1183 von Byzanz losgelöst, wurde Ancona Hauptstadt der dem Papst lehnsuntertänigen Mark Ancona. Dann kam es unter die Schutzherrschaft Karls von Anjou, von dem es die drei Lilien im Wappen führte. Es hatte in der Folge wiederholt mit Venedig und den benachbarten Welfenstädten zu kämpfen. Nach der Pestepidemie 1348 und einem verheerenden Brand machten sich die Malatesta zu Herren über Ancona, wurden aber schon 1353 von Fra Moriale niedergeworfen und Ancona 1357 durch Kardinal Albornoz dem Kirchenstaat einverleibt. 1383 erlangte es seine Unabhängigkeit zurück, wurde aber 1443 durch Francesco Sforza vorübergehend zur Lehnsuntertänigkeit gezwungen. Luigi Gonzaga nahm Ancona 1532 für Papst Clemens VII. in Besitz.
Papst Clemens XII. verlängerte 1733 den Kai und setzte eine verkleinerte Imitation des trajanischen Triumphbogens darauf. Am südlichen Ende des Hafens ließ er ein Lazarett auf einer künstlichen Insel von fünfeckiger Form durch den Architekten Vanvitelli errichten. Mit Ausnahme der französischen Besatzungszeit gehörte Ancona seit 1532 bis zum Risorgimento und der Einigung Italiens (1860) zum Kirchenstaat.

### Die jüdische Gemeinde in Ancona
1553 gewährte Papst Julius III. einer Gruppe von 100 Marranen, die vor der Spanischen Inquisition geflüchtet waren, Zuflucht in Ancona. Ein Jahr später dehnte er das Zuzugsrecht auf alle Juden aus, gegen die Zahlung von 1000 Golddukaten jährlich. Die Juden durften unter Julius’ Regierung unbehelligt ihre Religion ausüben und eine Synagoge bauen. Die tolerante Haltung der Kurie gegenüber Anconas Juden endete abrupt mit der Thronbesteigung Kardinal Giovanni Caraffas als Papst Paul IV. Er führte am 17. Juli 1555 in seiner Bulle Cum nimis absurdum für Juden die Pflicht ein, in Ghettos zu leben. Wenige Tage danach wurde in Ancona die gesamte jüdische Gemeinde unter Arrest gestellt, 24 Marranen, also zwangsbekehrte Juden, wurden verbrannt. Ein Jahr später organisierte Gracia Mendes Nasi, die Tante des am Hof Selims II. lebenden Joseph Nasi, zusammen mit ihrem Neffen von Konstantinopel aus einen – allerdings erfolglosen – Boykott Anconas.

### 19. Jahrhundert
Durch den Vertrag von Tolentino (19. Februar 1797) musste Papst Pius VI. Ancona den Franzosen abtreten und es wurde zur Republik erklärt. Am 13. November 1799 hatte es sich nach harter vierwöchiger Verteidigung von Seiten des französischen Generals Jean-Charles Monnier den Österreichern unter Feldmarschallleutnant Fröhlich und den Russen zu ergeben. Da die Österreicher die zuerst auf Anconas Wällen aufgepflanzte russische Fahne abrissen, wurde hierdurch die erste Veranlassung zur Auflösung der österreichisch-russischen Koalition gegeben. Daraufhin besetzten 1805 wieder Truppen Napoleons die Stadt, die ab 1808 zum von Letzterem regierten Königreich Italien gehörte. 1813, nach Vertreibung der Franzosen, wurde sie von den Neapolitanern eingenommen. 1814 kehrte Ancona wieder in den territorialen Besitz des Papstes zurück.
Als 1831 österreichische Truppen die aufständischen römischen Marken okkupierten, trat die französische Regierung dem militärischen Einfluss Österreichs im Kirchenstaat durch die Besetzung Anconas am 22. Februar sowie der Zitadelle am 23. Februar 1832 entgegen. Trotz Protesten des Heiligen Stuhls hielten die Franzosen, jedoch unter päpstlicher Zivilverwaltung, Ancona bis zum Dezember 1838 besetzt, zu welchem Zeitpunkt sie gleichzeitig mit den österreichischen Truppen das römische Gebiet verließen. 1849 empörte sich Ancona gegen die päpstliche Herrschaft und wurde erst nach längerer Belagerung (24. Mai bis 19. Juni) und nach heftigem Bombardement von den Österreichern unter Wimpffen zur Kapitulation genötigt. Seitdem hielten die Österreicher die Stadt besetzt, gaben sie aber 1859 nach der Schlacht bei Magenta auf. Bei der nationalen italienischen Erhebung 1859 machte die päpstliche Regierung Ancona zu einem Waffenplatz, wohin sich nach der Niederlage bei Castelfidardo (18. September 1860) Lamoricière mit dem Rest der päpstlichen Truppen zurückzog. Aber schon am 29. September musste er nach zweitägiger Beschießung die Stadt den vereinigten Neapolitanern und Piemontesen unter Cialdini übergeben. Mit Umbrien und den Marken wurde Ancona am 17. Dezember 1860 dem Königreich Italien einverleibt.
Am 1. Mai 1861 erhielt die Stadt ein Gaswerk für die Straßenbeleuchtung und für die Versorgung privater Haushalte, das von der Augsburger Gesellschaft für Gasindustrie betrieben wurde. Für die Verdienste Anconas im Unabhängigkeitskrieg wurde der Stadt die Medaglia d’oro al valor militare verliehen. 1866 war Ancona Operationsbasis der italienischen Flotte unter dem Admiral Pesaro, die nach einigen Wochen der Untätigkeit eine Expedition gegen die Insel Lissa unternahm, aber dort am 20. Juli dieses Jahres von der österreichischen Flotte unter Admiral Tegethoff geschlagen wurde und nach Ancona zurückflüchtete. Der südliche Kai von Ancona wurde 1880 gebaut, mehrere Festungen auf den Höhen wurden zu seinem Schutz errichtet.

### 20. Jahrhundert
Im Rahmen eines Antikriegsaufstandes kam es im Juni 1914 zu Barrikadenkämpfen in Ancona (Settimana Rossa – „Rote Woche“); für die Romagna und die Marken wurde von sozialistischen Arbeitern und Gewerkschaftern eine Republik ausgerufen; der Aufstand wurde aber von bis zu 100.000 königlichen Soldaten niedergeschlagen.
Im Ersten Weltkrieg griff die k.u.k. Kriegsmarine am 23. und 24. Mai 1915 den Hafen von Ancona und weitere Ziele in der Region an. Im Zweiten Weltkrieg wurde Ancona durch Bombardements der Alliierten (1943–44) stark zerstört. Polnischen Einheiten gelang im Juli 1944 in der Schlacht um Ancona die Eroberung der Stadt.

## Sehenswürdigkeiten

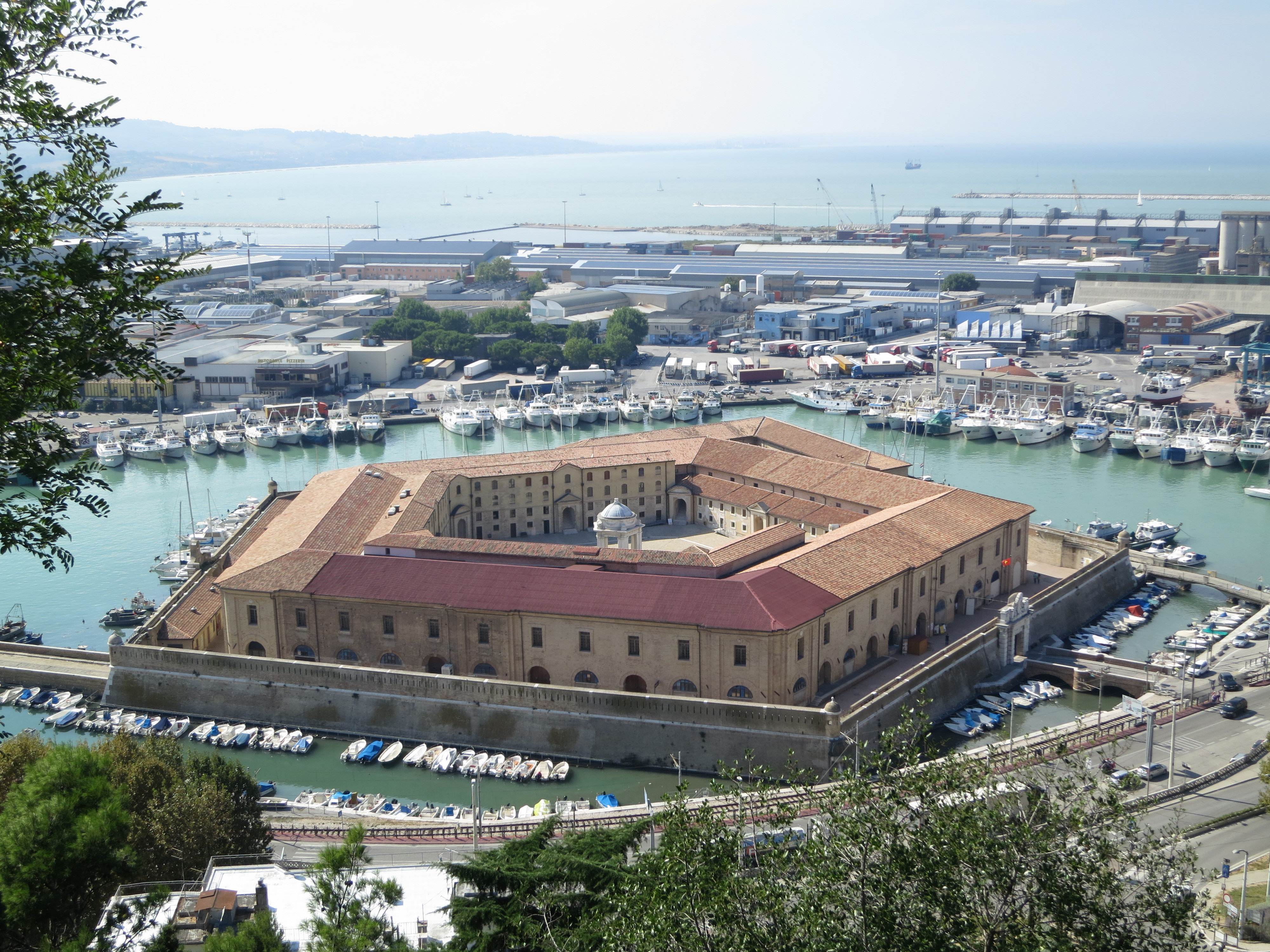
Lazzaretto

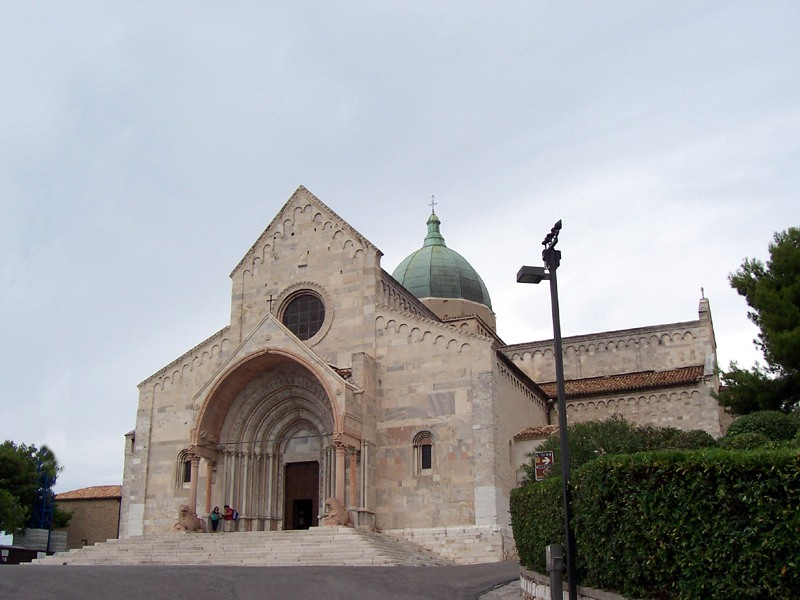
Duomo San Ciriaco

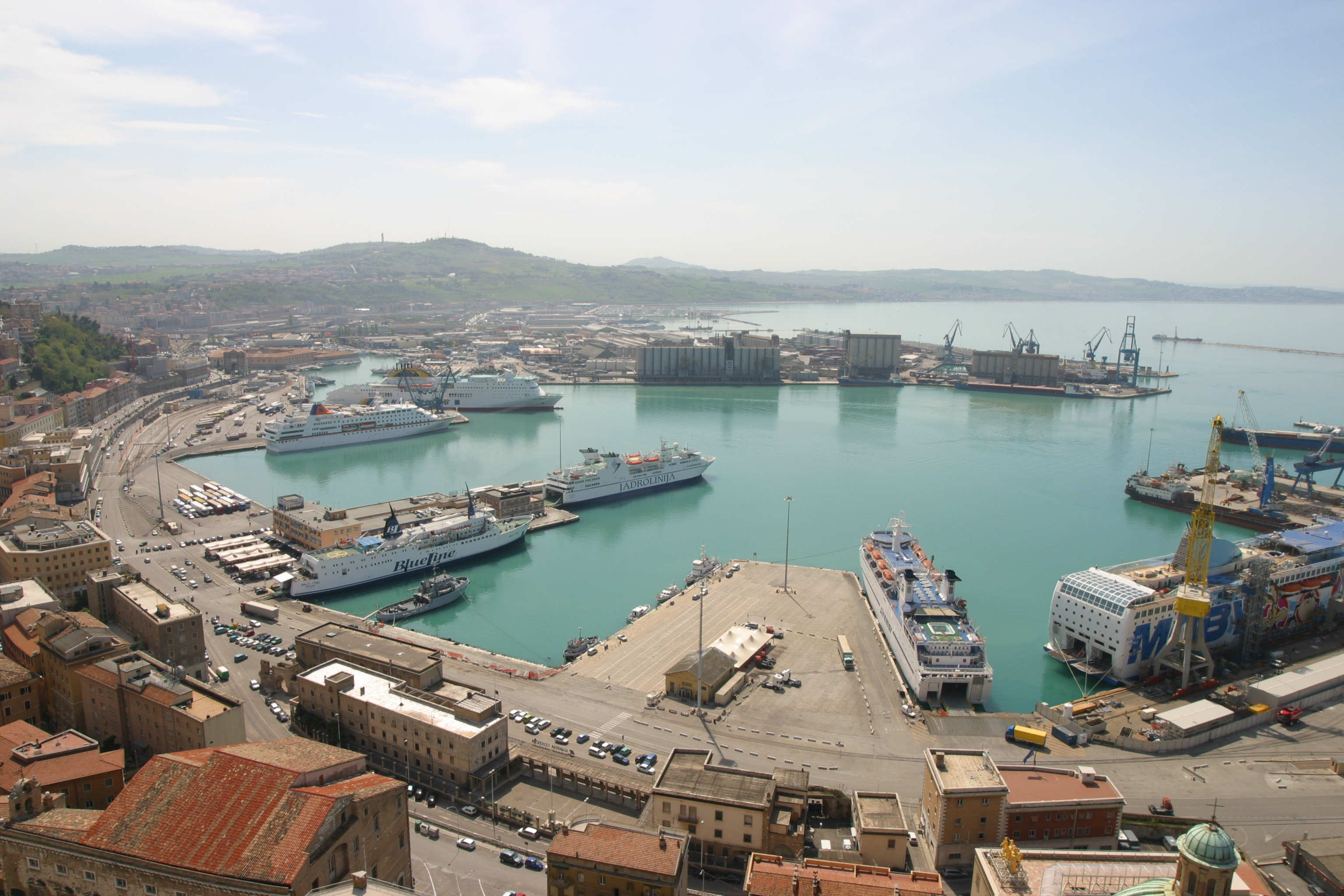
Der Hafen von Ancona

In früheren Zeiten befand sich hier vermutlich ein Heiligtum der Venus. Venus wird bereits bei Catull und Juvenal als Schutzgöttin des Ortes erwähnt.
Unter den zahlreichen Monumenten der Stadt befindet sich auch das Lazzaretto (Laemocomium oder Mole Vanvitelliana), das von dem Architekten Luigi Vanvitelli 1732 erbaut wurde. Das Lazzaretto ist ein fünfeckiges Gebäude mit einer Fläche von mehr als 20.000 Quadratmetern. Es wurde gebaut, um die stationierten Truppen und die Offiziere vor Seuchen zu schützen, die von fremden Schiffen eingeschleppt wurden. Später wurde es als Militärkrankenhaus (daher: Lazarett) und als Kaserne verwendet.
In städtebaulich herausragender Lage hoch auf dem Gipfel des Monte Guasco, dem ältesten Siedlungskern der Stadt, wo sich in römischer Zeit ein Venus-Tempel befand, erhebt sich der Dom S. Ciriaco mit den Reliquien des Stadtheiligen. Das markante Gebäude stellt einen Orientierungspunkt für Seefahrer dar und ist zugleich ein Aussichtspunkt für einen weiten Blick über Land und Meer. Der romanische, im 12. und 13. Jahrhundert errichtete Bau ist nach NO orientiert und erhebt sich über dem Grundriss eines griechischen (gleicharmigen) Kreuzes, das über der Vierung von einer zwölfseitigen Kuppel gekrönt wird. Bemerkenswert ist die mächtige Portalanlage aus dem 13. Jahrhundert. In dem baufälligen episkopalen Palast starb Papst Pius II. im Jahre 1464.
Bedeutendstes Element der Kirche Sta. Maria della Piazza, einer einfachen dreischiffigen Basilika mit offenem Dachstuhl und Campanile ist die durch eine Inschrift datierte Fassade. Das mehrfach gestufte Rundbogenportal zeigt ein figürlich geschmücktes Rankenband. Eine Inschrift im Tympanon nennt den Namen eines Meisters Philippus und die Jahreszahl 1210.
Zur hochgelegenen ehemaligen Klosterkirche San Francesco alle Scale (it.: „an der Treppe“) steigt man von der Piazza San Francesco hinauf. Bemerkenswert ist das spätgotische Portal von Giorgio Orsini (da Sebenico) von 1455, dekoriert in venezianischem Stil und mit Statuen von Mönchsheiligen versehen. Im hell restaurierten Inneren erinnert kaum etwas an den Ursprungsbau von 1323. Die Apsis dominiert ein 6 m hohes, in den unteren Partien schlecht restauriertes Gemälde von Lorenzo Lotto, die Himmelfahrt Mariens.
Der Palazzo del Comune wurde von Margaritone d'Arezzo erbaut, ist aber inzwischen zweimal restauriert worden.
Zahlreiche gotische Gebäude finden sich in der Stadt, unter ihnen S. Agostino, der Palazzo Benincasa und die Loggia dei Mercanti, die allesamt von Giorgio Orsini erbaut wurden, und schließlich die Präfektur, die Anbauten aus der Renaissance besitzt. Das Portal von S. Maria della Misericordia zeigt Ornamente aus der Frührenaissance.
Das archäologische Museum präsentiert interessante Funde der vorrömischen Epoche aus den Gräbern der Umgebung sowie zwei römische Klinen mit Elfenbeinschnitzereien. In der Kunstgalerie „Podesti“ werden Gemälde von Tizian, Lorenzo Lotto, Guercino, Carlo Crivelli, Carlo Maratta ausgestellt.
Im Osten der Stadt liegt der Hafen. Er wurde ursprünglich nur vom Vorgebirge im Norden geschützt, die Landzunge formt sich dabei wie ein Ellbogen (griechisch Ἀγκών) um die Stadt. Griechische Kaufleute richteten hier eine Purpurmanufaktur ein (Sil. Ital. viii. 438). Selbst in römischen Zeiten wurden die Münzen aus Ancona mit dem angewinkelten Arm, der eine Palme hält und mit dem Abbild der Aphrodite auf der Rückseite geprägt. In der Stadt wurde damals überwiegend Griechisch gesprochen.

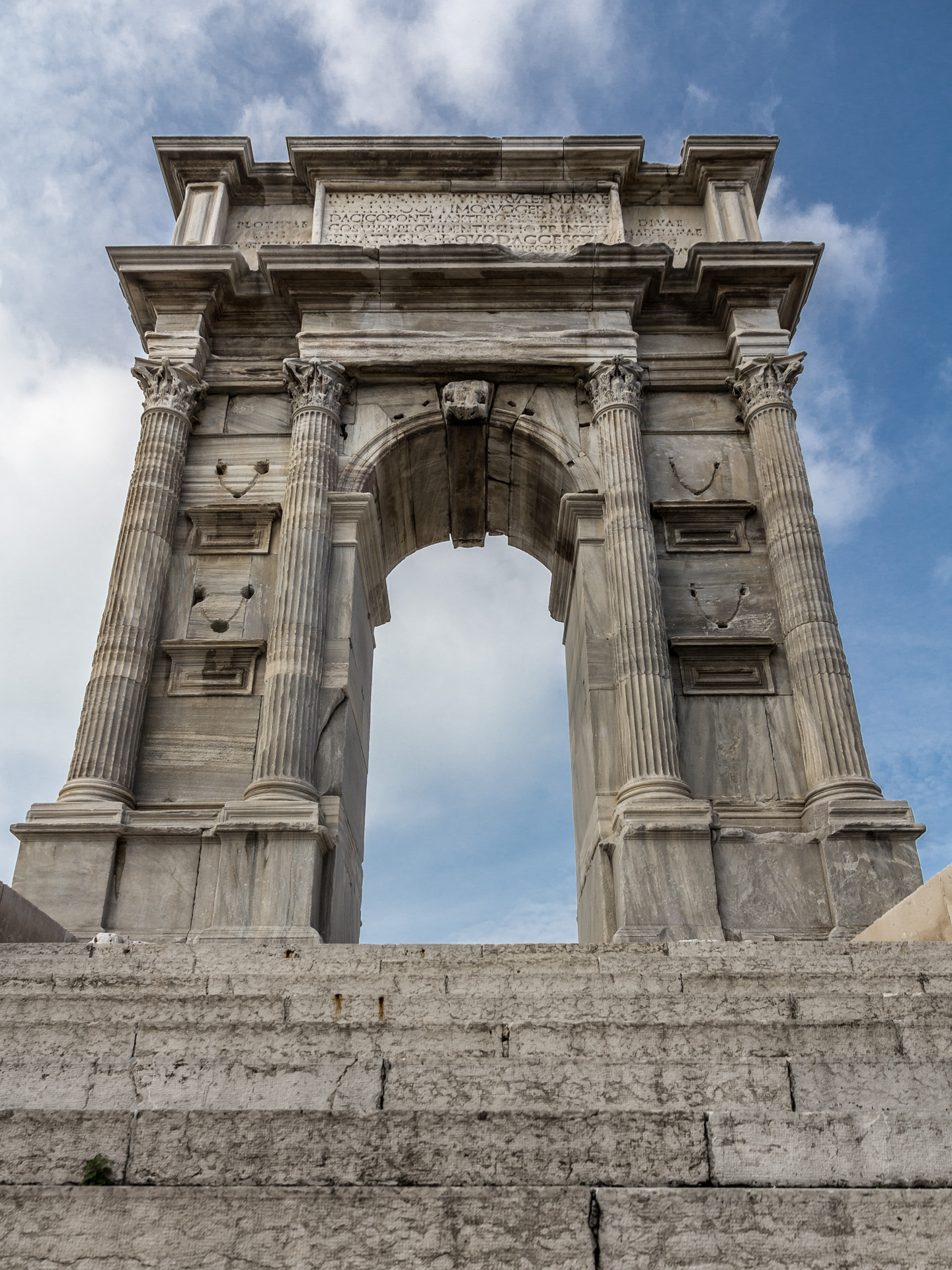
Trajansbogen
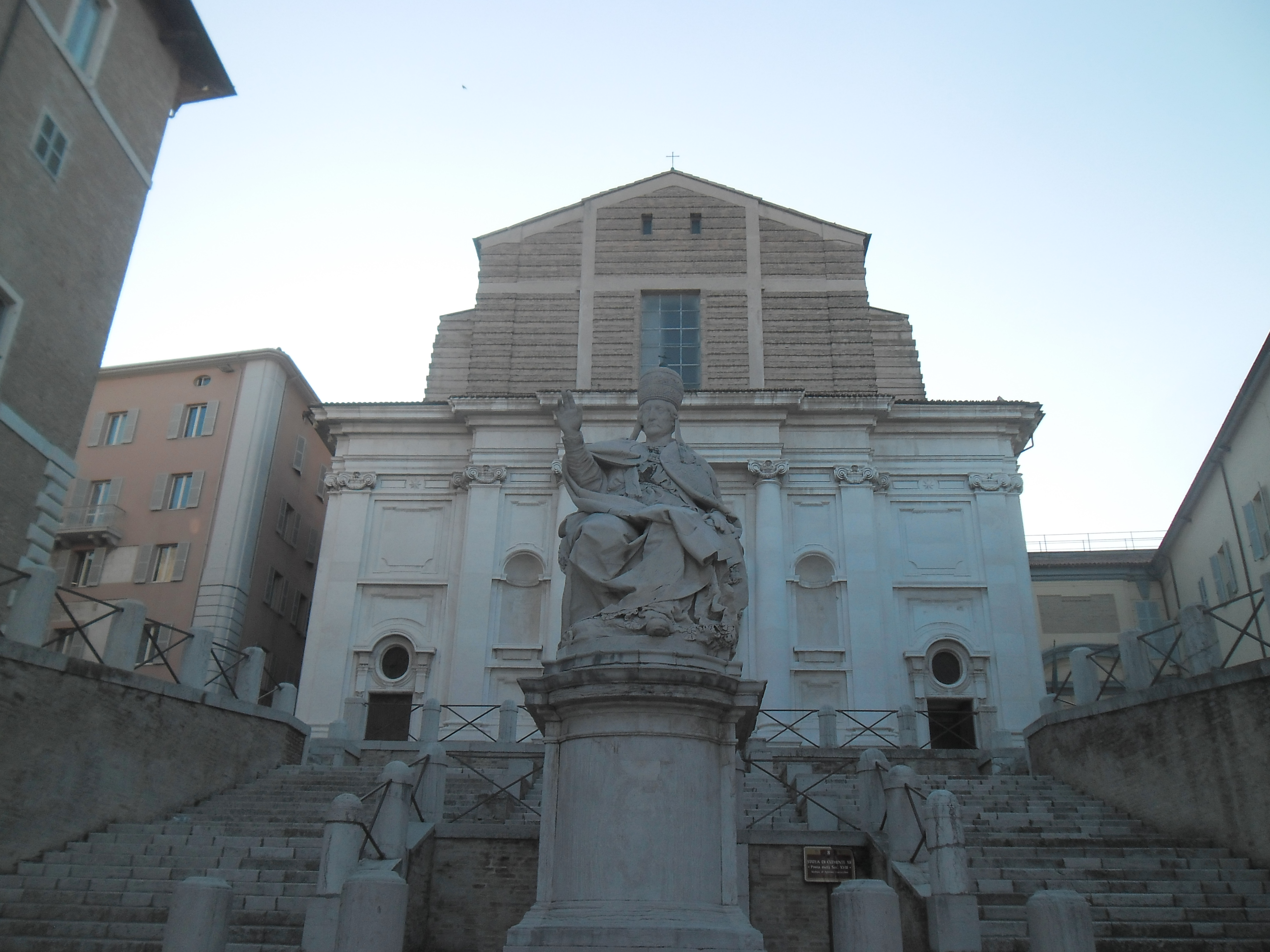
Chiesa di San Domenico
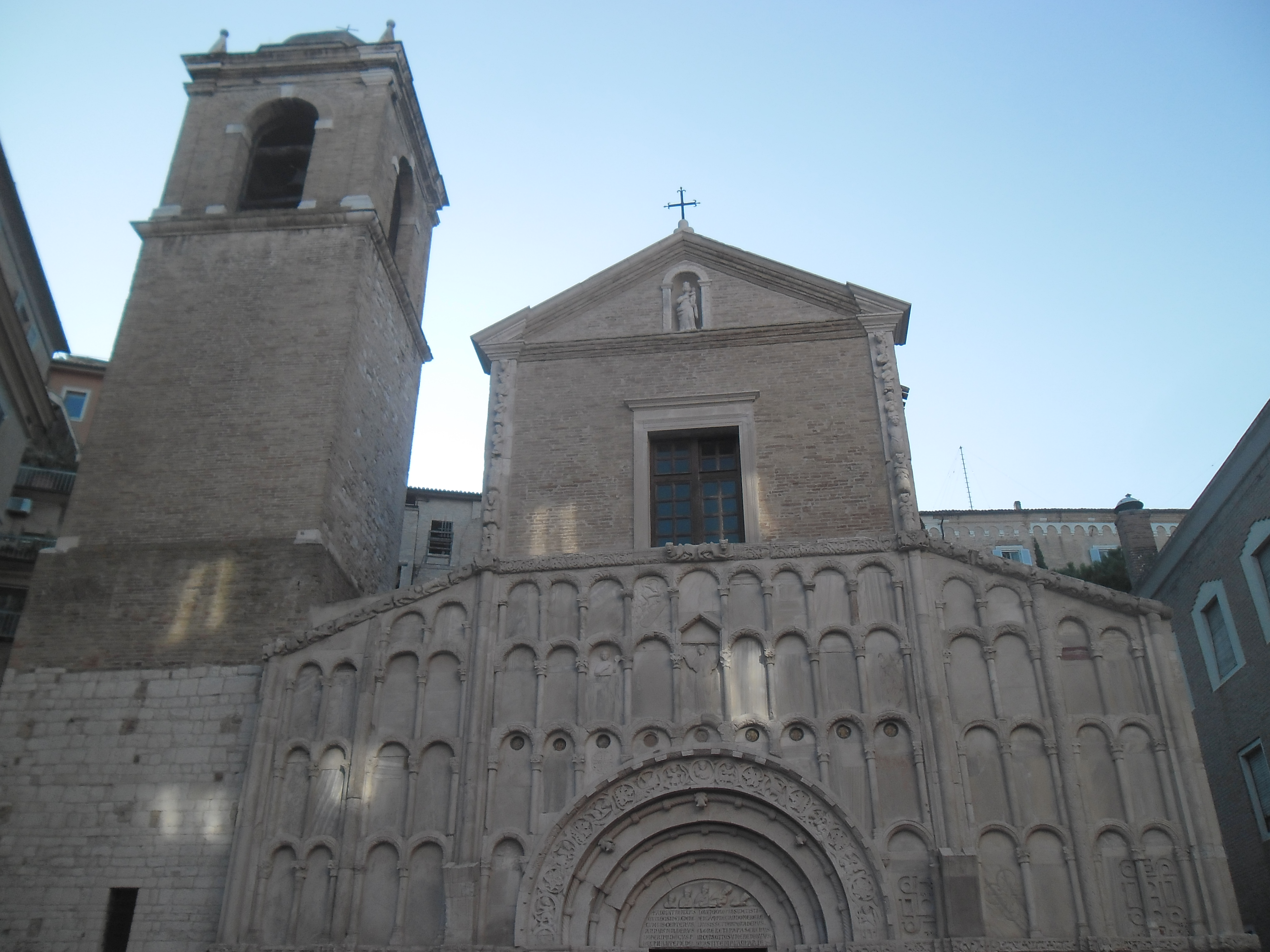
Chiesa di Santa Maria della Piazza
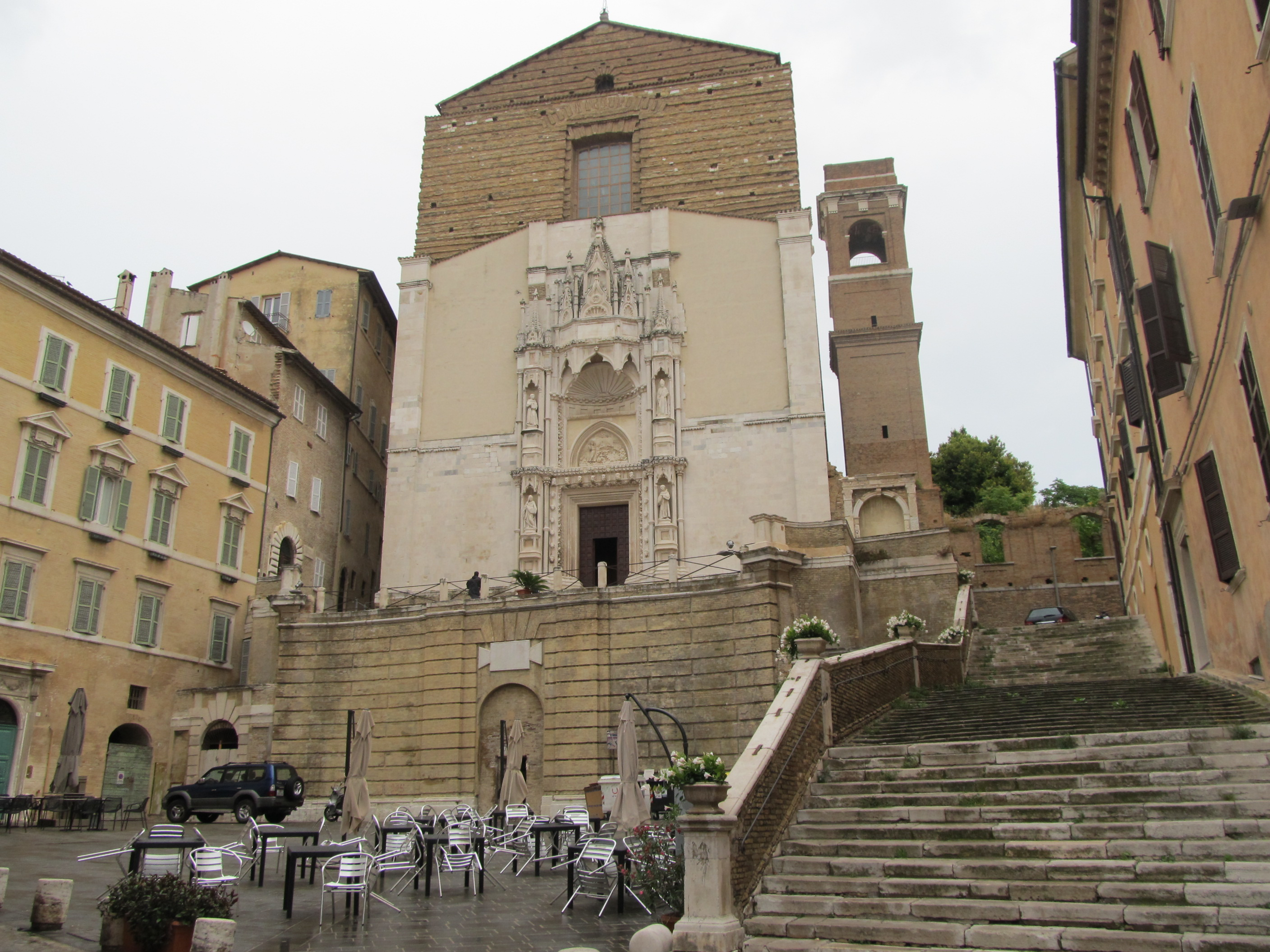
Chiesa di San Francesco alle Scale
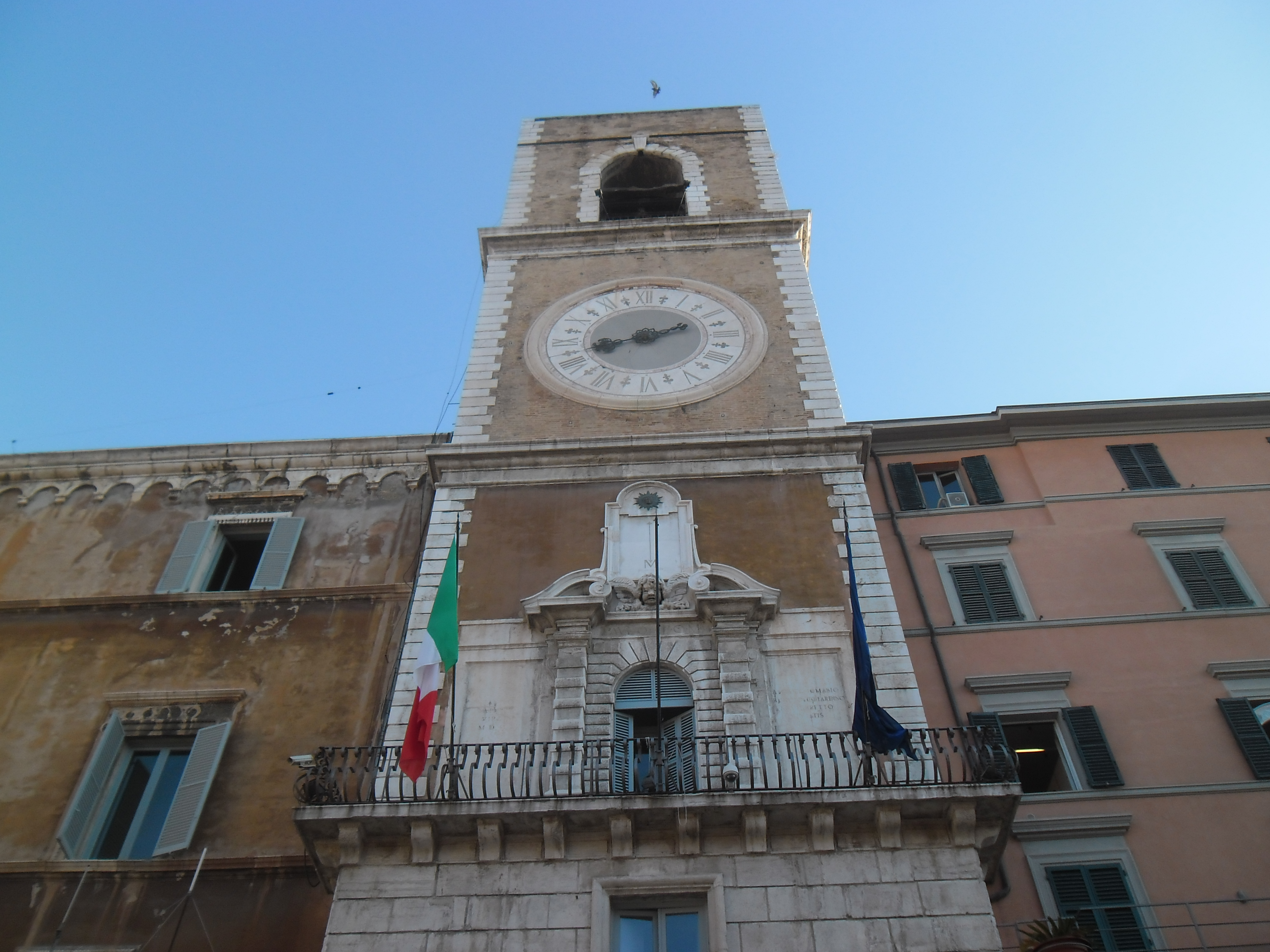
Palazzo del Governo
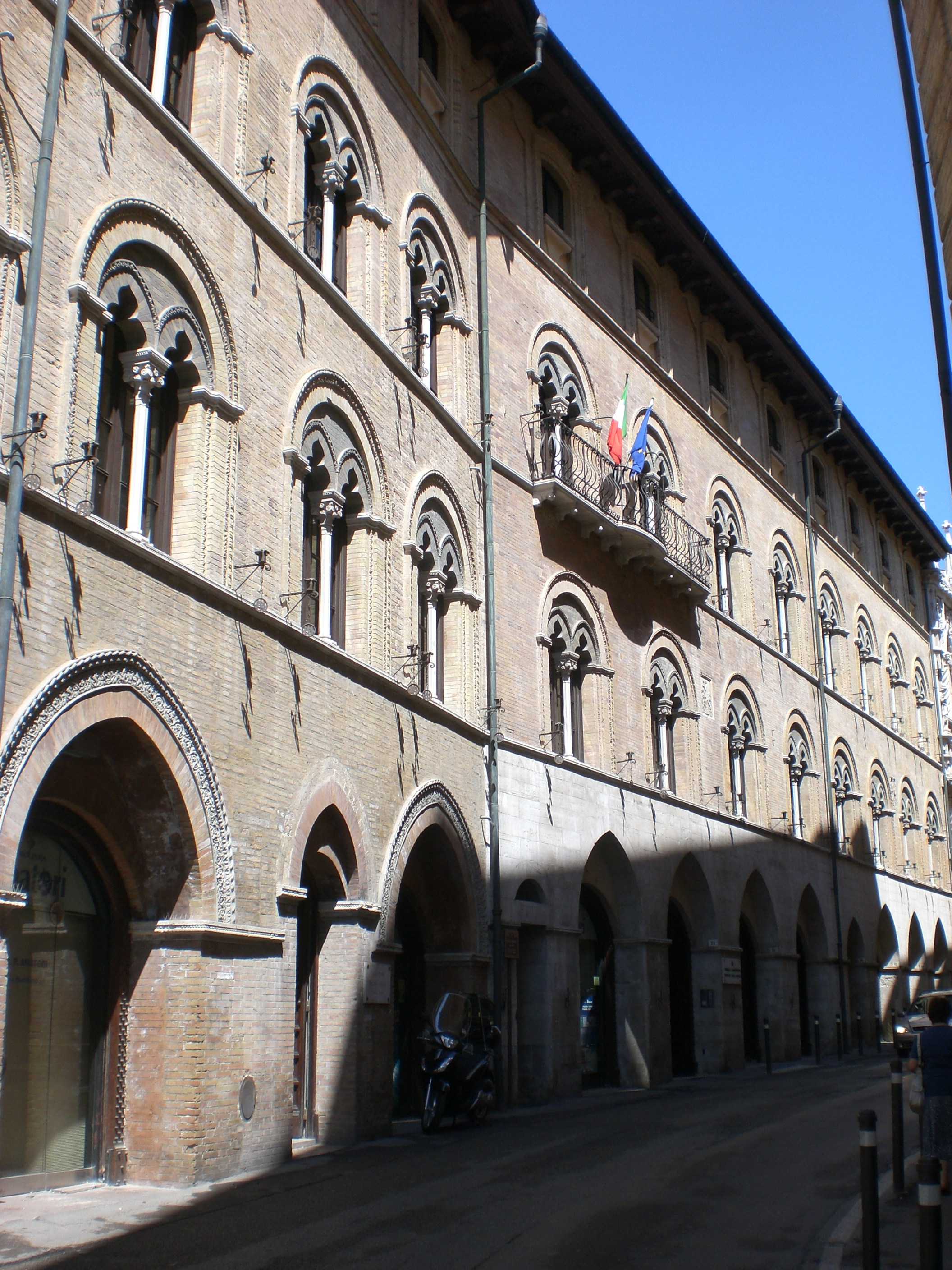
Palazzo Benincasa
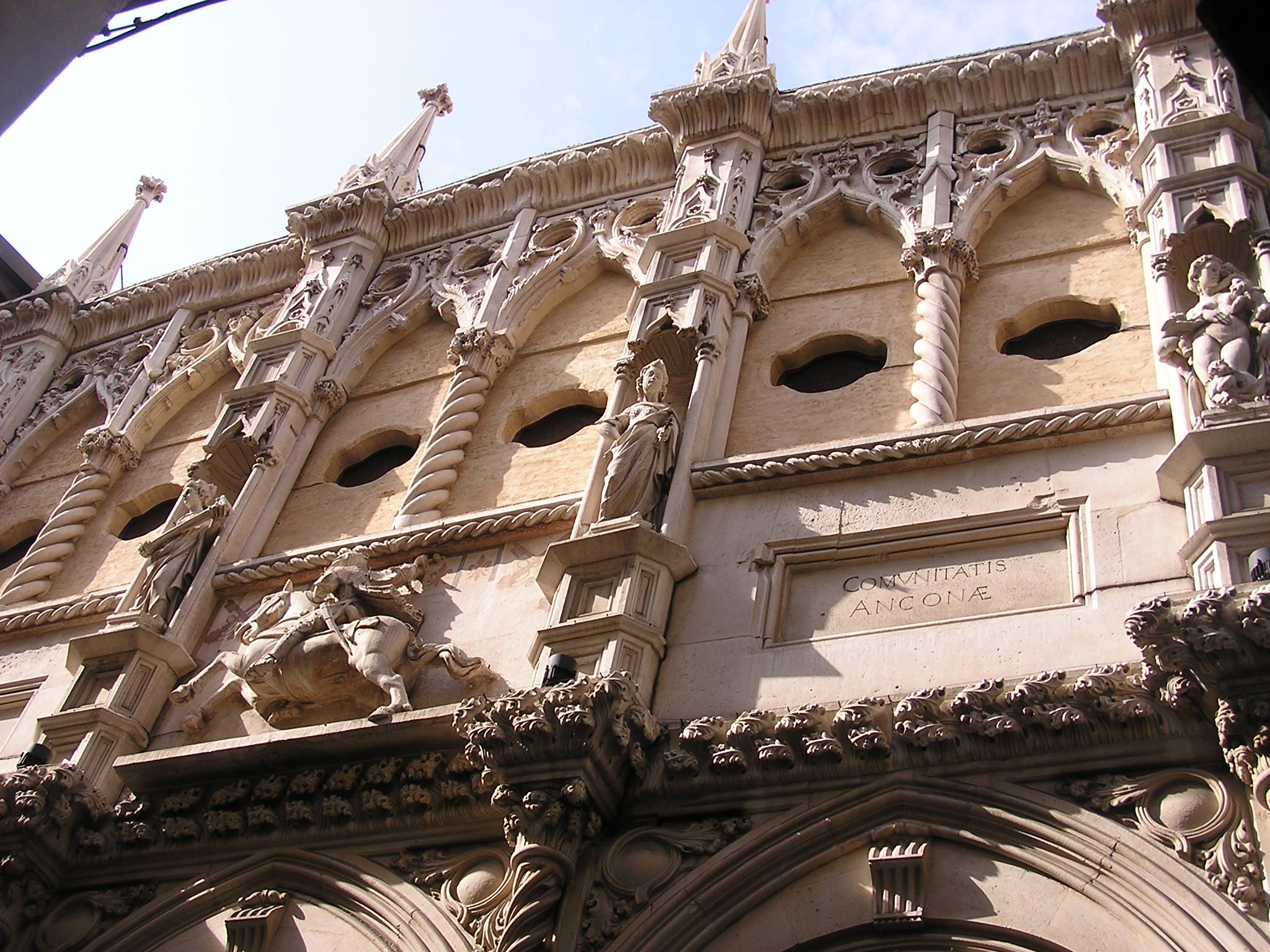
Loggia dei Mercanti
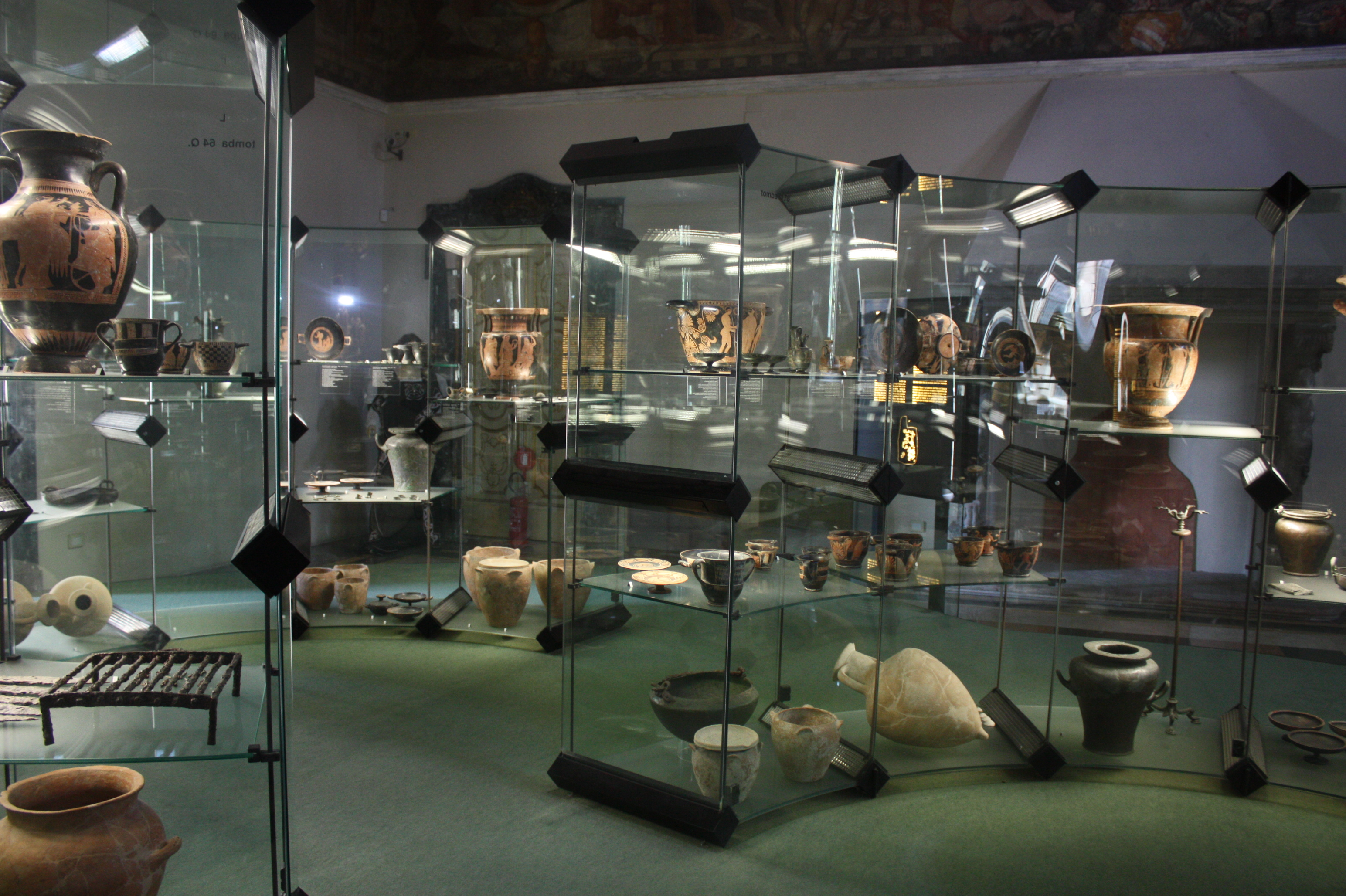
Archäologisches Museum
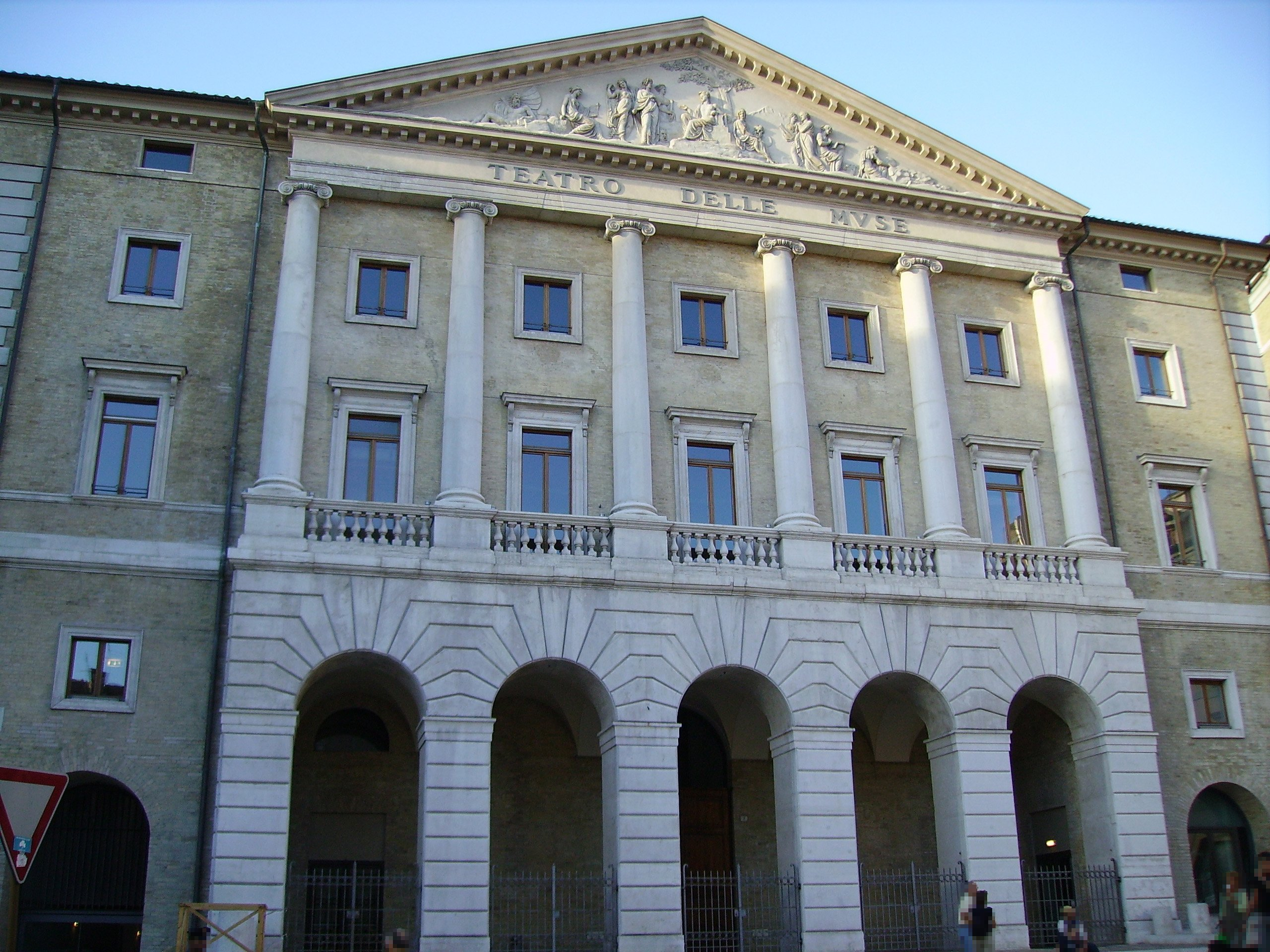
Teatro delle Muse
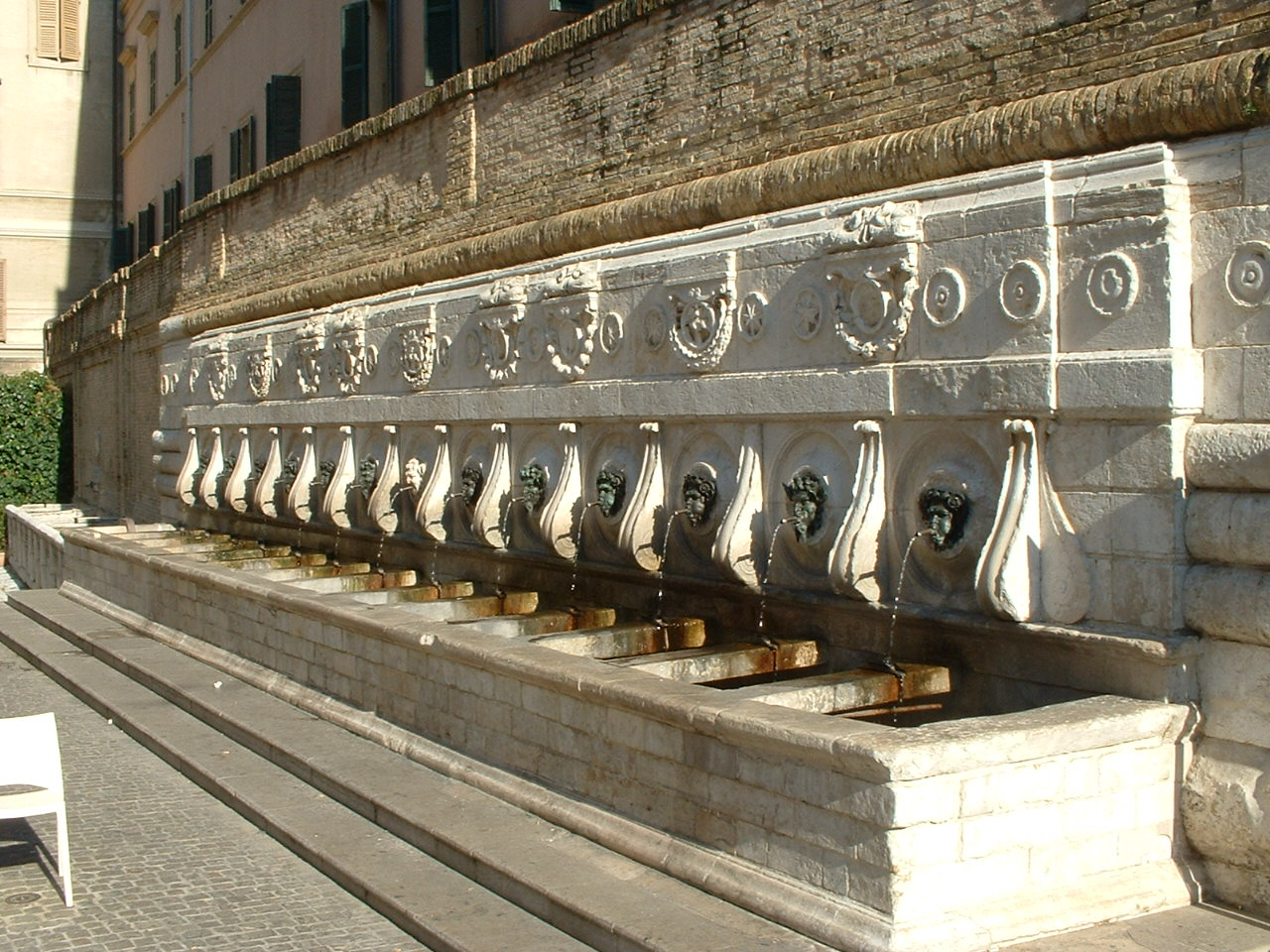
Le Tredici Cannelle

## Verkehr
Ancona ist über die italienische Autostrada Adriatica zu erreichen. Von der Ausfahrt Ancona Nord erreicht man den Hafen aus nördlicher Richtung von Rimini her. Im Süden führt die A14 entlang der Küste nach Pescara. Der Hafen von Ancona gehört zu den größten Fährhäfen des Mittelmeers. Täglich verkehren Fähren nach Igoumenitsa, Korfu und Patras in Griechenland, nach Split, Zadar und Vis in Kroatien und nach Albanien, sowie nach Çeşme in der Türkei. Ferner wird der Hafen auch von Frachtern und Kreuzfahrtschiffen angelaufen. Unweit des Hafens liegt der Hauptbahnhof. Eine zweigleisige, elektrifizierte Eisenbahnstrecke führt entlang der Adriaküste (Adriabahn). Direkt per Bahn erreichbar sind von Ancona unter anderem im Fernverkehr Rom, Mailand und Lecce. In den Sommermonaten wird der Bahnhof vom NightJet der ÖBB aus Richtung München und Wien erreicht. Bei Falconara Marittima, ca. zwölf Kilometer von Ancona entfernt, liegt der Verkehrsflughafen Anconas.
In der Stadt verkehrt der Oberleitungsbus Ancona, ein aus einer Linie bestehendes Obussystem, welches durch diverse normale Buslinien ergänzt wird.

## Städtepartnerschaften
Partnerstadt von Ancona ist Split an der gegenüberliegenden kroatischen Küste der Adria.

## Persönlichkeiten
Bekannte Persönlichkeiten der Stadt sind in der Liste von Persönlichkeiten der Stadt Ancona aufgeführt.

## Klimatabelle
|                       | Jan  | Feb  | Mär  | Apr  | Mai  | Jun  | Jul  | Aug  | Sep  | Okt  | Nov  | Dez  |   |       |
| Mittl. Tagesmax. (°C) | 9,2  | 10,2 | 13,6 | 16,9 | 21,7 | 25,6 | 28,2 | 28,1 | 24,5 | 19,4 | 13,9 | 10,4 | ⌀ | 18,5  |
| Mittl. Tagesmin. (°C) | 1,4  | 1,6  | 3,6  | 6,4  | 10,9 | 14,5 | 16,9 | 17,2 | 14,0 | 10,0 | 5,7  | 2,6  | ⌀ | 8,8   |
|                       |      |      |      |      |      |      |      |      |      |      |      |      |   |       |
| Niederschlag (mm)     | 43,8 | 49,3 | 56,8 | 58,8 | 54,0 | 60,4 | 47,1 | 76,4 | 72,6 | 75,9 | 86,0 | 58,1 | Σ | 739,2 |
|                       |      |      |      |      |      |      |      |      |      |      |      |      |   |       |
| Regentage (d)         | 7,4  | 7,3  | 7,9  | 7,7  | 6,6  | 6,0  | 4,3  | 5,4  | 6,9  | 7,7  | 8,7  | 7,4  | Σ | 83,3  |

| 1,4 |

| 1,6 |

| 3,6 |

| 6,4 |

| 10,9 |

| 14,5 |

| 16,9 |

| 17,2 |

| 14,0 |

| 10,0 |

| 5,7 |

| 2,6 |

| 1,4 |

| 1,6 |

| 3,6 |

| 6,4 |

| 10,9 |

| 14,5 |

| 16,9 |

| 17,2 |

| 14,0 |

| 10,0 |

| 5,7 |

| 2,6 |